# Podul medieval din Șoldănești
Podul medieval din Șoldănești este un pod de piatră construit în secolul al XV-lea în satul Șoldănești (în prezent cartier al municipiului Fălticeni din județul Suceava). Podul se află situat pe Strada Tudor Vladimirescu și traversează râul Șomuzul Mare.
Podul de piatră Șoldănești a fost inclus pe Lista monumentelor istorice din județul Suceava din anul 2015 la numărul 267, având codul de clasificare  SV-II-m-B-05548.